# Robert-Augustin Antoine de Beauterne
Robert-Augustin Antoine de Beauterne, nascido em 1803 e falecido em 1846, foi um autor francês conhecido por suas obras sobre Napoleão e seus edificantes volumes católicos destinados à adolescência.

## Ancestralidade
O escritor descende em linha reta de François Antoine (1695-1771), cavaleiro da ordem real e militar de Saint-Louis e portador de arcabuz de Louis XV, bem como de Robert-François Antoine de Beauterne (1748 -1821), arcabuz portador de Napoleão.

## Biografia
La Mort d’un enfant impie é seu primeiro trabalho, publicado pela primeira vez em oito edições, antes de ser vendido como um volume encadernado, explicitamente apresentado como um presente ideal da primeira comunhão. Conhece duas edições sucessivas, em 1837 e em 1838. O autor descreve sua própria conversão ocorrida durante a adolescência, conclui que por uma reflexão edificante sobre a morte do Imperador Napoleão Bonaparte em "Mort de Napoléon religieux". Este capítulo é o primeiro esboço do que será o Sentiment de Napoléon sur le christianisme.
Em 1840, Beauterne publicou as Conversations religieuses avec Napoléon, com o objetivo de relatar sua relação íntima com a religião cristã. A obra foi decorada com uma gravura de Horace Vernet: representa o Imperador recebendo o viático das mãos do Abade Vignali, próximo a um crucifixo em sua mesinha de cabeceira. Trata-se de incitar a não mais considerar a única glória militar do imperador, mas também a se interessar por sua espiritualidade.
No mesmo ano, por ocasião do " retour des cendres ”, Beauterne publicou uma versão completa de seu “ Mort de Napoléon religieux ”, Intitulado Conversations religieuses de Napoléon; em 1841, foi reimpresso com este título, depois em uma terceira e última versão, com o título Sentiment de Napoléon sur la divinité: ensées recueillies à Sainte-Hélène par M. le Comte de Montholon. Esta última obra foi republicada em 1843, depois em 1845.
Em 1846, ele também publicou uma obra sobre a infância de Napoleão Bonaparte.

## Obras
- 1837 : Mort d'un enfant impie ; et Mort de Napoléon religieux, avec des "Lettres inédites de M. le général, comte de Montholon", VII-328 p.
- 1838 : Mort d'un enfant impie, 2 parties en 1 vol., 328 p.
- 1840 : Conversations religieuses de Napoléon, Paris, VIII-XIX-332 p.
- 1840 : Discours prononcé sur la tombe de M. le comte Cormier Du Médic, administrateur du Bureau de Charité et de la Caisse d'épargne, inspecteur des écoles primaires du premier arrondissement, Paris, 4 p.
- 1841 : Conversations religieuses de Napoléon avec des documents inédits de la plus haute importance, où il révèle lui-même sa pensée intime sur le christianisme, Paris, VIII-XIX-332 p.
- 1841 : Sentiment de Napoléon sur la divinité ; suivi de : Discours prononcé sur la tombe de M. le comte du Médic, Paris, 1 vol.
- 1843 : Sentiment de Napoléon sur le Christianisme, conversations religieuses, Paris, éd. Waille, éd. revue et corrigée, illustrée par Horace Vernet, 1 vol. en 2 parties.
- 1846 : L'Enfance de Napoléon, depuis sa naissance jusqu'à sa sortie de l'École militaire, Paris, éd. Olivier-Fulgence, In-16, LIV-231 p.
- 1865 : La Divinité de Jésus-Christ démontrée par l'empereur Napoléon Ier à Sainte-Hélène, suivi de : Le Verbe incarné, discours sur N.-S. Jésus-Christ, par le Rév. P. J. Etcheverry, Tours, éd. A. Mame et fils , In-12, 138 p.

Sob o Segundo Império, as Conversations religieuses de Napoléon experimentaram uma nova fortuna editorial com uma versão revisada e corrigida pelo escritor bonapartista Bathild Bouniol intitulada Sentiment de Napoléon Ier sur le Christianisme (quatro edições listadas entre 1860 e 1868); seguiu-se uma liberação claramente apologética intitulada La divinité de Jésus-Christ démontrée par l’empereur Napoléon à Sainte-Hélène (quatro questões identificadas entre 1865 e 1876). Em 1912, Sentiment de Napoléon apareceu em uma nova edição, apresentada como a décima segunda, tomando a versão de Bathild Bouniol, com prefácio original de Abbot Laborie.
Em 2013, na Itália  e em 2014 na França, duas obras apareceram sob o título Conversations sur le christianisme, listando uma série de comentários de Bonaparte relatados por Beauterne sob a capa de Montholon. A obra italiana foi prefaciada pelo cardeal Giacomo Biffi  e a obra francesa prefaciada por Jean Tulard.